# Nymphon bicuspidum
Nymphon bicuspidum är en havsspindelart som beskrevs av Child 1995. Nymphon bicuspidum ingår i släktet Nymphon och familjen Nymphonidae. Inga underarter finns listade i Catalogue of Life.